# 蒙古第一次入侵匈牙利
蒙古人第一次入侵匈牙利始於1241年3月，並於1242年3月下旬開始撤退。

## 入侵
1241年，速不台和拔都率領的蒙古軍隊入侵包括波蘭、保加利亞、克羅地亞和匈牙利王国等在內的中歐和東歐國家。匈牙利試圖在蒂萨河之战阻止入侵但以失敗告終。儘管少數重裝甲騎士（主要來自圣殿骑士团）在近距離戰鬥中有好的表現，但構成大部分匈牙利騎兵團隊的轻骑兵對蒙古軍隊無效。蒙古人粉碎了匈牙利軍隊，並在次年繼續蹂躪農村，甚至將匈牙利首都埃斯泰爾戈姆給摧毀。至戰役結束時，匈牙利約有四分之一的人口被殺，王國的大部分主要定居點已淪為瓦礫。
其大多數城鎮和堡壘城牆以木質、粘土和泥土等構成，這些防禦設施很容易被蒙古人攻城器械攻破，也有許多匈牙利定居點根本沒有任何防禦工事；一位德國編年史家觀察到，匈牙利人“幾乎沒有城牆或堅固堡壘保護的城市”。然而，為數不多的匈牙利石頭城堡沒有一個倒塌，即使是那些在蒙古人陣線後面的城堡；蒙古軍隊試圖以攻城器械攻擊克利斯要塞，但並沒有帶來任何破壞且被擊退，傷亡慘重。

## 撤軍
1241年夏秋兩季，大部分蒙古軍隊駐紮在匈牙利平原。1242年3月下旬，他們開始撤退。其中最常見的說法是窝阔台於1241年12月11日去世的消息傳至前線迫使蒙古人撤退到蒙古一帶以選舉新的大汗。
但據伊兒汗國的丞相拉施德丁稱拔都決定撤退時並不知道窩闊台的死，其指出他們從匈牙利撤出以鎮壓庫曼叛亂，然後在1242年晚些時候離開歐洲，並認為這是因為他們覺得已經完成使命，而非任何外部影響。

### 書籍
- Jackson, Peter. . Routledge. 2005.
- Peter F. Sugar, Péter Hanák, Tibor Frank -- A History of Hungary. 1990 Indiana University 448p. ISBN 978-0253208675
- Salagean, Tudor (2016). Transylvania in the Second Half of the Thirteenth Century: The Rise of the CongregationSystem. Brill.
- Saunders, J. J. (1971). The History of the Mongol Conquests. London: Routledge & Kegan Paul.
- Sophoulis, Panos. . Fragmenta Hellenoslavica. 2015, 2: 251–77.
- Sverdrup, Carl (2010). "Numbers in Mongol Warfare". Journal of Medieval Military History. Boydell Press. 8: 109–17 [p. 115]. ISBN 978-1-84383-596-7.
- Sweeney, James Ross. . Florilegium. 1982, 4: 156–83.